# Línea 102 (Paysandú)
La línea 102 es una línea urbana de Paysandú. Une Bella Vista con la intersección de las calles Independencia y Benito Chain.

## Recorridos
| Ida - Independencia - Avenida San Martin - Montecaseros - Avenida Soriano - Zorrilla - IC18 | Retorno - IC18 - Purificación - Cerrito - Avenida Salto - Montecaseros - Benito Chain - Independencia |